# Benjamin Mkapa
Benjamin William Mkapa (født 12. november 1938, død 24. juli 2020) var republikken Tanzanias tredje præsident mellem 1995 og 2005. Han var samtidig leder af regeringspartiet Chama cha Mapinduzi (CCM).